# ゲーリー・オブライト
ゲーリー・オブライト（Gary Albright、1963年5月18日 - 2000年1月7日）は、アメリカ合衆国のプロレスラー。ネブラスカ州リンカーン出身。
「殺人風車」、「殺人スープレックス」などの異名で呼ばれた。

## 来歴
中学時代にアメリカン・カレッジスタイル・レスリング（レスリング）を始め、ネブラスカ大学時代にNCAA（グレコローマンスタイル）レスリング選手権スーパーヘビー級を3度制覇。1987年12月にWCW副社長のカウボーイ・ビル・ワットのスカウトでプロデビュー。1988年にはカナダ・アルバータ州カルガリーのスタンピード・レスリングにてインド人ギミックのヴォッカン・シン（Vokkan Singh）を名乗り、マッカン・シンとのコンビで12月30日にブリティッシュ・ブルドッグス（ダイナマイト・キッド&デイビーボーイ・スミス）からインターナショナル・タッグ王座を奪取している。
1990年6月、新日本プロレスに初来日。当時はゲーリー・オルブライトと表記されており、橋本真也との一騎討ちも組まれた。1991年8月にはUWFインターナショナルに参戦。グレコローマンスタイル仕込の高速スープレックスで高田延彦をはじめ対戦相手を次々とノックアウトし、旋風を巻き起こした。特にフルネルソン・スープレックス（ドラゴン・スープレックス）は受身を取ることができず、「殺人スープレックス」と恐れられた。
1995年10月にスティーブ・ウィリアムスに誘われて全日本プロレスに参戦。同月25日、川田利明との全日本マットにおける初シングルマッチは｢全日本対UWF」として大きな話題となった（川田の勝利）。その後はスタン・ハンセンやスティーブ・ウィリアムスとタッグを組み世界タッグ王座を獲得、1996年3月には三沢光晴の三冠ヘビー級王座に挑戦、世界最強タッグ決定リーグ戦にも参加するなど活躍した。またウィリアムス、ザ・ラクロスとともにユニット「トライアングル・オブ・パワー（T.O.P.）」を結成し、活躍した。1996年6月30日、ジャイアント馬場と組んで三沢光晴&小橋健太と対戦するという異色の試合も行った。なお馬場とオブライトは1995年の最強タッグで対戦している。1997年8月26日での世界タッグ選手権でスティーブ・ウィリアムスと組み、三沢光晴&秋山準と対戦した際、この頃の全日本プロレスとしては異例の8分42秒という試合時間で三沢からピンフォールを奪った(フィニッシュ・ホールドはオブライトのフルネルソンスープレックスからの体固め)。1998年の最強タッグでは、ジャイアント・キマラと組んで出場した。
2000年1月7日、アメリカのインディー団体WXWの試合中に心臓発作で倒れ急死。最後の来日はウルフ・ホークフィールドとのコンビで出場した1999年の世界最強タッグ決定リーグ戦だった。晩年は糖尿病を患っていたといわれており、体力の衰えから基礎練習もままならない状態だったという証言がある。なお、ウィリアムスはオブライトの死後も、試合の際に毎回ユニット「トライアングル・オブ・パワー」のポーズ（両手の親指と人差し指で三角形を作る）を見せていた。
オブライトがまだフルネルソン・スープレックスを出していなかった頃、プロレスライターの流智美に「もしオブライトがフルネルソン・スープレックスを使ったら」と話を向けられた安生洋二は「下手したら死人が出る。絶対考えたくない」と言ったという。
妻はアファ・アノアイの娘であるので、プロレスラー一家であるアノアイ・ファミリーの一員でもある。

## 得意技
フルネルソン・スープレックス
羽交い絞めの状態から後方に反り投げる。ドラゴン・スープレックスと同じ技。オブライトは双方の自身の手をクラッチせず後頭部を両方の拳で押さえつける形で、相手が受身が全く取れない状態で後頭部を強打するシーンがしばしば見られた。また、投げ自体の速さも特筆すべき点といえる。投げた後相手をピンフォールしない投げ捨て式を得意としたが、ピンフォールするホールド式もここぞという時には使用した。また、連発式（ロコモーション式）も使用し、後述のジャーマン・スープレックスとの併用もあった。
ジャーマン・スープレックス / ベリー・トゥ・バック
ジャーマン・スープレックスは、ピンフォールしない投げ捨て式を得意とした他、ピンフォールするホールド式も使用している。特に投げ捨て式の内、相手をマットに叩き付けるまで相手の胴のクラッチを解かないタイプは、ベリー・トゥー・バックと呼ばれた（レスリングからの命名）。うつ伏せに倒れた相手を強引に引っこ抜くバリエーションも存在し、クラッチを解かずに連発で仕掛けることもあった（前述のフルネルソン・スープレックスとの併用もあった）。UWFインターの試合では、ダウンやロープエスケープ以外にスープレックスで投げられた際にロストポイントがあり、ロコモーション式は一気に相手のポイントを減らすのに有効であった。現在のプロレス界でいうところのロコモーション式ジャーマン・スープレックスの元祖といわれている。
ターンバックル・ジャーマン
相手を抱え上げた後、両手のクラッチを切って相手をコーナーポストに投げ捨て、後頭部をターンバックルに打ちつける。
パワーボム
全日本参戦以後、フィニッシュとして多用した技。巨体を生かしたパワー技である。国内最後の試合も、この技で井上雅央を沈めた。
STF
UWF出身のためサブミッションも使用したが、下地がグレコローマンスタイルであったこともあり、あまり上手ではなかったようである。その中で最も得意としていたのがSTF。全日本参戦以降に得意とした。中堅選手や若手選手相手では、この技で試合を決めることも多かった。
フロント・スープレックス（ベリー・トゥー・ベリー）
かんぬきスープレックス
水車落とし

## 獲得タイトル
- 世界タッグ王座：2回（w / スタン・ハンセン、スティーブ・ウィリアムス）
- スタンピード・インターナショナル・タッグ王座：1回（w / マッカン・シン）